# Roland Van Campenhout
Pour les articles homonymes, voir Van Campenhout.
Roland Van Campenhout, dit Roland est un chanteur belge flamand, né à Boom, le 7 juin 1945.

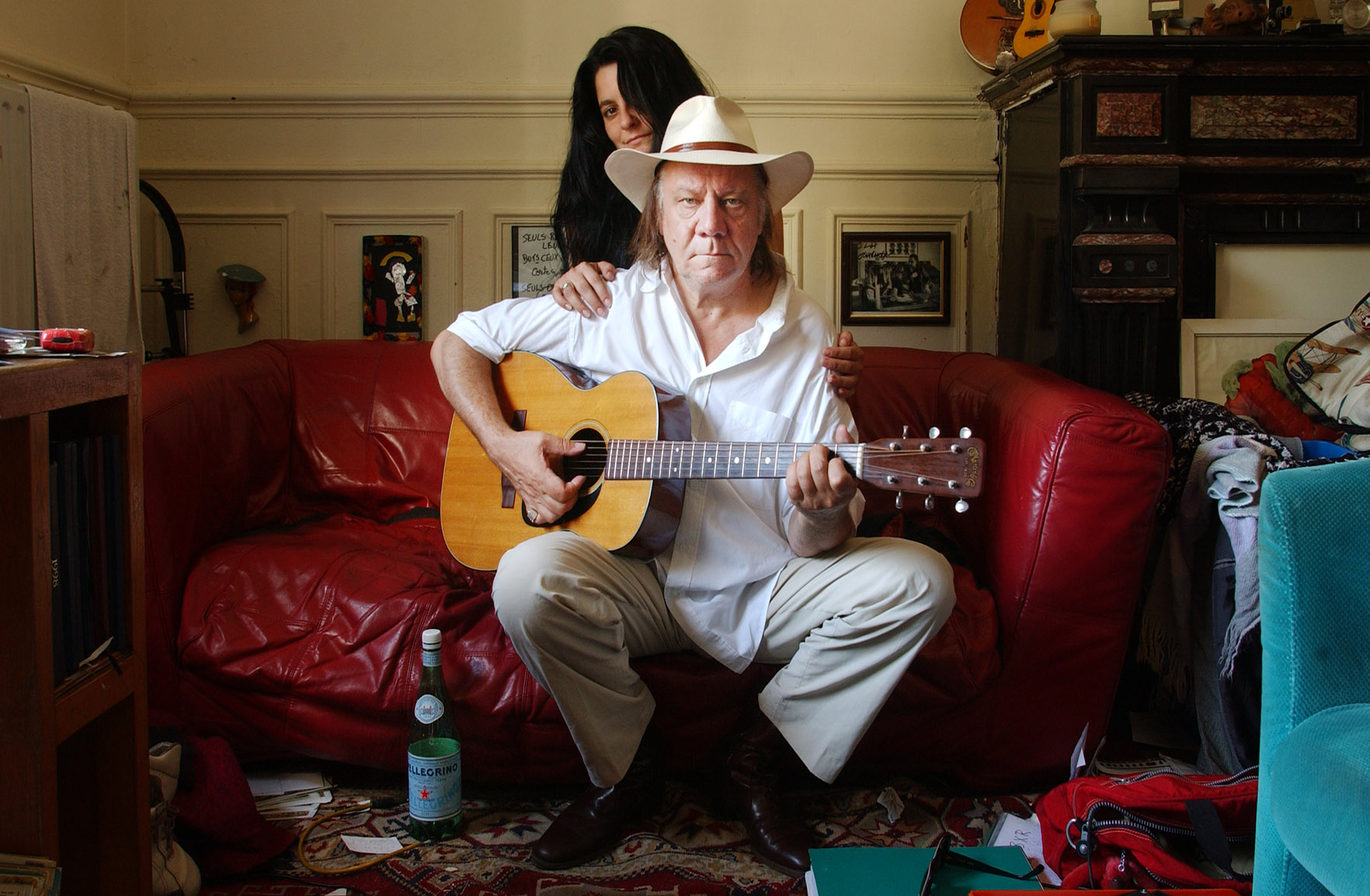
Roland Van Campenhout

## Biographie
Né dans la région d'Anvers, Roland est le fils d'un musicien de jazz qui décède alors qu'il n'a que cinq ans. Il quitte le domicile familial à 14 ans, et découvre les secondes influences de sa vie, le rock 'n' roll blanc et noir, le folk, la country, le blues en 1969, et Bob Dylan. À 20 ans, il monte un groupe skiffle nommé William & Roland Skiffle Group. Il débute et poursuit la musique grâce à deux rencontres majeures : Derroll Adams, qui l'engage comme guitariste et harmoniciste en studio et sur scène. En 1969, avec son groupe Blues Workshop, Roland est à l’affiche du festival de blues de Deurne et s’impose sur la scène belge. Ferre Grignard, qui l’entraîne dans la vie noctambule des clubs et bistrots d’Anvers, dont le café De Muze où il a vu John Lee Hooker. Il signe des musiques de film, écrit pour le théâtre, collabore avec des dessinateurs de BD, fréquente des peintres et des auteurs : Hugo Claus, Arno, pour qui il est occasionnellement pianiste ; et enregistre pour un producteur indépendant deux albums distribués par CBS : cette major américaine expédie un télex à sa filiale belge, mais Roland emménage à Gand et la communication n'a jamais lieu.

## Carrière
Il continue de jouer, accompagner, sortir ses compositions ; il héberge tous les artistes qui transitent par la Belgique : Tim Hardin, John Martin, Ian Anderson, Louisiana Red, Alex Campbell, Sunnyland Slim, Martin Carthy, James Booker, mentor de Dr. John et Rory Gallagher, admirateur subjugué devenu un ami après avoir logé chez lui six mois en 1974, qu'il produira plus de 25ans plus tard. Lors du Festival annuel de Bilzen, il connaît l'énorme succès de scène qui marque sa reconnaissance par la profession. En 1985, il obtient un succès commercial 76 cm per second. Roland crée Charles et les Lulus ; en 1991, Roland Van Campenhout fait partie des chanteurs invités au 65e anniversaire de Derroll Adams, fêté à Courtrai : il est le deuxième artiste à passer sur scène ; il y chante Seventeen Years in a Phone booth, une de ses compositions'. En 1993, Marc Didden le fait jouer dans son film Mannen maken plannen. Roland a produit en 2003 l’album Lime & Coconut de Wannes Van de Velde, et également Beverly Jo Scott. Never Enough, album de Roland sorti en 2008, a été produit par Tom Van Laere.

## Discographie

### Albums
- Two Days In August (2025)
- New Found Sacred Ground (2013)[6]
- Parcours (2009)
- Never Enough (2008)
- The great atomic power (2005)
- Lime & Coconut (2003)
- Waterbottle (en collaboration avec El Fish, 2001)
- Nomaden van de Muziek (avec Wannes Van de Velde, 2000)
- Waltz... (1998), album de reprises dans lequel il reprend Hash Bamboo Shuffle 1702 de Ferre Grignard
- 50 (1994)
- Little sweet taste (1994)
- Mannen maken plannen - (1993)
- Last letter home (1992)
- Roland & friends - live (1990)
- Hole in your soul (1990)
- The last tribe (1990)
- Good as bad can be (1989)
- 76 Centimeters per second (1985)
- Snowblind (1981)
- Movin' on (1975), sorti un an après l'album de Derroll Adams du même nom
- Live (1974)
- One step at a time (1972)
- A tune for You (1971)

### Singles
- The Truth (2005)
- Bird in my pyjamas (2004)
- Lime in the coconut (2003)
- Plastic Jezus (1999)
- Hash Bamboo Shuffle (1998)
- Down along the cove (1998)
- Little sweet taste (1994)
- Don't this road look rough and rocky (1992)
- A man needs a plan (1992)
- Last letter home (1992)
- I'll give all I've got (1989)
- C'est si bon (1988)
- Fish on the hook (1985)
- Cruising down on mainstreet (1985)
- Chain gang (1983)
- Le Brabant sonne (1980)
- Buddy is holly (1971)
- Your trip is not like mine (1968)
- Day by day - Blow by blow (1994) (Best of)

## Filmographie
- 2017 : Cargo de Gilles Coulier :